# Billy Sharp
William Louis „Billy” Sharp (ur. 5 lutego 1986 roku w Sheffield) – angielski piłkarz występujący na pozycji napastnika lub skrzydłowego w Sheffield United.

## Kariera
Billy Sharp zawodową karierę rozpoczynał w 2002 roku w Sheffield United. Pełnił tam jednak rolę rezerwowego i na boiskach drugiej ligi pojawił się tylko dwa razy. W styczniu 2005 roku został wypożyczony do piątoligowego klubu Rushden & Diamonds. Tam Anglik wywalczył sobie miejsce w podstawowej jedenastce i w szesnastu pojedynkach zdobył dziewięć bramek. Strzelił między innymi hat-tricka w spotkaniu przeciwko Boston United oraz zwycięską bramkę w meczu z lokalnym rywalem - Northampton Town. Sharp powrócił do Sheffield United, jednak jeszcze w sierpniu 2005 roku za 100 tysięcy funtów został sprzedany do Scunthorpe United. W debiutanckim sezonie w 35 spotkaniach League One zdobył 23 bramki, dzięki czemu ex aequo z Freddym Eastwoodem został najlepszym strzelcem sezonu. 9 grudnia 2006 roku w wygranym 2:0 pojedynku z Carlisle United Sharp zdobył swoją pięćdziesiątą bramkę w karierze. W kolejnych rozgrywkach angielski gracz prezentował jeszcze lepszą skuteczność. Uzyskał 30 trafień w 45 ligowych meczach i po raz drugi z rzędu został królem strzelców League One. Chęć pozyskania Sharpe'a wyraziło wiele innych angielskich drużyn, jednak ostatecznie 4 lipca 2007 roku za dwa miliony funtów powrócił on do Sheffield United. Po raz pierwszy wystąpił 11 sierpnia w zremisowanym 2:2 meczu z Colchesterem United. Pierwszego gola strzelił 25 września w spotkaniu Carling Cup przeciwko Morecambe F.C., jednak na pierwsze ligowe trafienie musiał czekać aż do 11 marca, kiedy to wpisał się na listę strzelców w pojedynku z Coventry City. Sezon 2008/09 Sharp rozpoczął od zdobycia trzech goli w meczu przeciwko Queens Park Rangers. Sezon ten zakończył go z 22 występami ligowymi. W 2009 roku w letnim okienku transferowym wypożyczono go do Doncaster Rovers. Rok później klub z Doncaster pobił rekord transferowy wykupując Sharpe`a z Sheffield United za 1 150 000 funtów.

## Sukcesy
- Król strzelców League One: 2
  - 2005/06, 2006/07